# AVNOJ
AVNOJ (slovensko Antifašistični svet narodne osvoboditve Jugoslavije; hrvaško (bosansko in črnogorsko) Antifašističko vijeće narodnog oslobođenja Jugoslavije) je bil politično-predstavniški organ med 2. svetovno vojno na ozemlju Jugoslavije, ki je predstavljal narodnoosvobodilno borbo jugoslovanskih narodov in narodnih manjšin.

## Prvo zasedanje
Po osvoboditvi Bihaća, nastanku obsežnega osvobojenega ozemlja (50.000 km²) in uspehih narodnoosvobodilnega gibanja v vsej Jugoslaviji (Narodnoosvobodilna vojska (NOV), je tedaj štela 150.000 borcev), je Centralni komite Komunistične partije Jugoslavije sklenil, da vojaški uspehi omogočajo ustanovitev političnega vodstva. Zato je ustanovil organ, ki bi pred svetom predstavljal borbo narodov Jugoslavije proti okupatorjem.
V noči 26. novembra 1942 se je na skupščini v Bihaću zbralo 54 predstavnikov vseh jugoslovanskih pokrajin, razen Slovenije in Makedonije, ker je bil prihod njunih delegacij onemogočen, saj so takrat potekale na robnih ozemljih močne sovražne ofenzive. Ustanovljen je bil AVNOJ; na njegovem prvem zasedanju so tam sprejeli resolucijo, s katero so obsodili jugoslovansko kraljevo vlado v Londonu, ki je pred svetom predstavljala akcije partizanske vojske kot akcije četnikov, obsodili same četnike in zaveznike pozvali, naj partizane priznajo za enakopravne zaveznike.
AVNOJ se je razglasil za najvišji organ oblasti v Jugoslaviji, njegov izvršni odbor je imel vse značilnosti vlade, saj je opravljal tudi naloge vrhovnega upravnega organa na osvobojenem ozemlju. Prevzel je skrb za delo narodnoosvobodilnih odborov (NOO) in graditev ljudske oblasti, kar je prej opravljal vrhovni štab NOV in POJ (Partizanski odredi Jugoslavije). V NOV/NOG je prišlo takrat do delitve nalog: AVNOJ je prevzel politične, vrhovni štab pa vojaške zadolžitve.
Predsednik AVNOJ je bil Ivan Ribar, podpredsedniki Edvard Kocbek, Pavle Savić in Nurija Pozderac, člani izvršnega odbora pa še Mladen Iveković, Veselin Masleša, Vlada Zečević, Ivan Milutinović, Sima Milošević in Mile Peruničić; poverjenik za prosveto je postal Slovenec Anton Kržišnik. 
Dne 26. novembra 1942 je v Bihaću potekalo I. zasedanje Antifašističnega sveta narodne osvoboditve Jugoslavije - AVNOJ. Z AVNOJ je nastalo politično telo, ki zaradi mednarodnih razmer in zaradi zahteve SZ še ni postalo uradni predstavnik nove Jugoslavije. AVNOJ je v poslanici zaveznikom pojasnil razmere v Jugoslaviji in vlogo četnikov, zaveznike pa prosil, naj partizane priznajo za enakopravne zaveznike.
IO OF je decembra 1942 in januarja 1943 sprejel dokumente zasedanja (resolucijo, razglas) in kot celota stopil v članstvo AVNOJ. Poskus, da bi Kocbek in Josip Rus, prvi kot podpredsednik in drugi kot član IO Avnoja, odšla v Bihać, se januarja 1943 ni posrečil. Zaradi dveh velikih okupatorskih ofenziv je bilo delovanje AVNOJ skoraj onemogočeno; padli so tudi 3 člani IO, tako da ga v slovenskem NOB ni bilo čutiti.

## Drugo zasedanje
Zmaga NOV po kapitulaciji Italije, uničenje četniške vojske ter zavezniška priznanja poleti in jeseni 1943, so omogočili II. zasedanje AVNOJ v Jajcu 29. in 30. novembra 1943, kjer so se zbrali predstavniki vseh narodov Jugoslavije (pozneje je 29. november postal jugoslovanski državni praznik, Dan republike). Na njem so na Titov predlog AVNOJ razglasili za zakonodajno telo, kralju Petru in njegovi vladi odrekli pravico predstavljanja jugoslovanskih narodov in mu prepovedali vrnitev v domovino. Ustanovili so novo vlado (Nacionalni komite osvoboditve Jugoslavije, NKOJ), Josipu Brozu pa na predlog Moše Pijada (ali slovenske delegacije pod vodstvom J. Vidmarja) podelili naziv maršala.
Zasedanje je vsebinsko pomagal pripraviti tudi E. Kardelj. Oktobra in novembra so pokrajinski protifašistični sveti izvolili odposlance v AVNOJ; 42 člansko slov. delegacijo je 3. oktobra 1943 izvolil Zbor odposlancev slovenskega naroda v Kočevju. Od 268 delegatov se jih je v Kulturnem domu v Jajcu zaradi vojnih razmer lahko udeležilo le 142, med njimi 17 slovenskih; sodelovalo je tudi 15 namestnikov delegatov. Po poročilu vrhovnega komandanta J. Broza Tita Razvoj narodnoosvobodilne borbe narodov Jugoslavije v zvezi z mednarodnimi dogodki je v razpravi sodelovalo tudi 6 slovenskih delegatov, medtem ko je predsednik IO OF J. Vidmar že prej pozdravil zasedanje. 
AVNOJ se je razglasil za vrhovni zakonodajni in izvršni ter predstavniški organ nove Jugoslavije ter sprejel sklepe:
- o prepovedi vrnitve kralja Petra II. Karađorđevića v domovino, dokler se po vojni ljudstvo ne bo izreklo o obliki vladavine,
- o odvzemu pravic jugoslovanski begunski vladi, da zastopa narode Jugoslavije,
- o potrditvi NOO kot organov ljudske oblasti,
- o zgraditvi Jugoslavije na demokratičnem federativnem načelu kot državne skupnosti enakopravnih narodov,
- o imenovanju Tita za maršala Jugoslavije (na predlog slovenske delegacije),
- o potrditvi sklepov slovenskega in hrvaškega predstavniškega organa o priključitvi Slovenskega primorja, Istre, kvarnerskih otokov in Zadra k Sloveniji oz. Hrvaški ter
- o ustanovitvi državne komisije za ugotavljanje zločinov okupatorja in njegovih pomagačev.

AVNOJ je izvolil svoje predsedstvo, v katerem je bilo 10 Slovencev, in NKOJ, v katerem so bili poleg podpredsednika Kardelja še trije slovenski poverjeniki (E. Kocbek za prosveto, Dušan Sernec za finance in A. Kržišnik za socialno skrbstvo). Slovenska delegacija je imela 1. decembra pogovor s Titom, nato se je po nekoliko drugačni poti vrnila v Slovenijo. Njeno delo je potrdilo prvo zasedanje SNOS v Črnomlju.

## Tretje zasedanje
̈7. - 10. avgust 1945 v Beogradu, AVNOJ se preoblikuje v začasno zvezno skupščino Demokratične federativne Jugoslavije. 
Sprejet je bil Zakon o agrarni reformi in kolonizaciji (zemeljski maksimum) in Zakon o volitvah v ustavodajno skupščino.